# Wilhelm Gallhof
Wilhelm Gallhof (Iserlohn, 1878 – 1918) è stato un pittore tedesco.

## Biografia
Gallhof ha studiato a Monaco di Baviera, a Karlsruhe, e con Lovis Corinth a Berlino. Ha lavorato a Weimar e a Parigi ed ha partecipato a numerose mostre nazionali ed internazionali. Lavorò come scultore e grafico, ma viene ricordato per i suoi dipinti. Il dipinto olio Die Korallenkette (La collana di corallo) è tra le opere più note di Gallhof ed è apparsa come copertina sulla rivista tedesca Jugend del 1917. Il pittore morì in azione durante la prima guerra mondiale.

## Galleria d'immagini

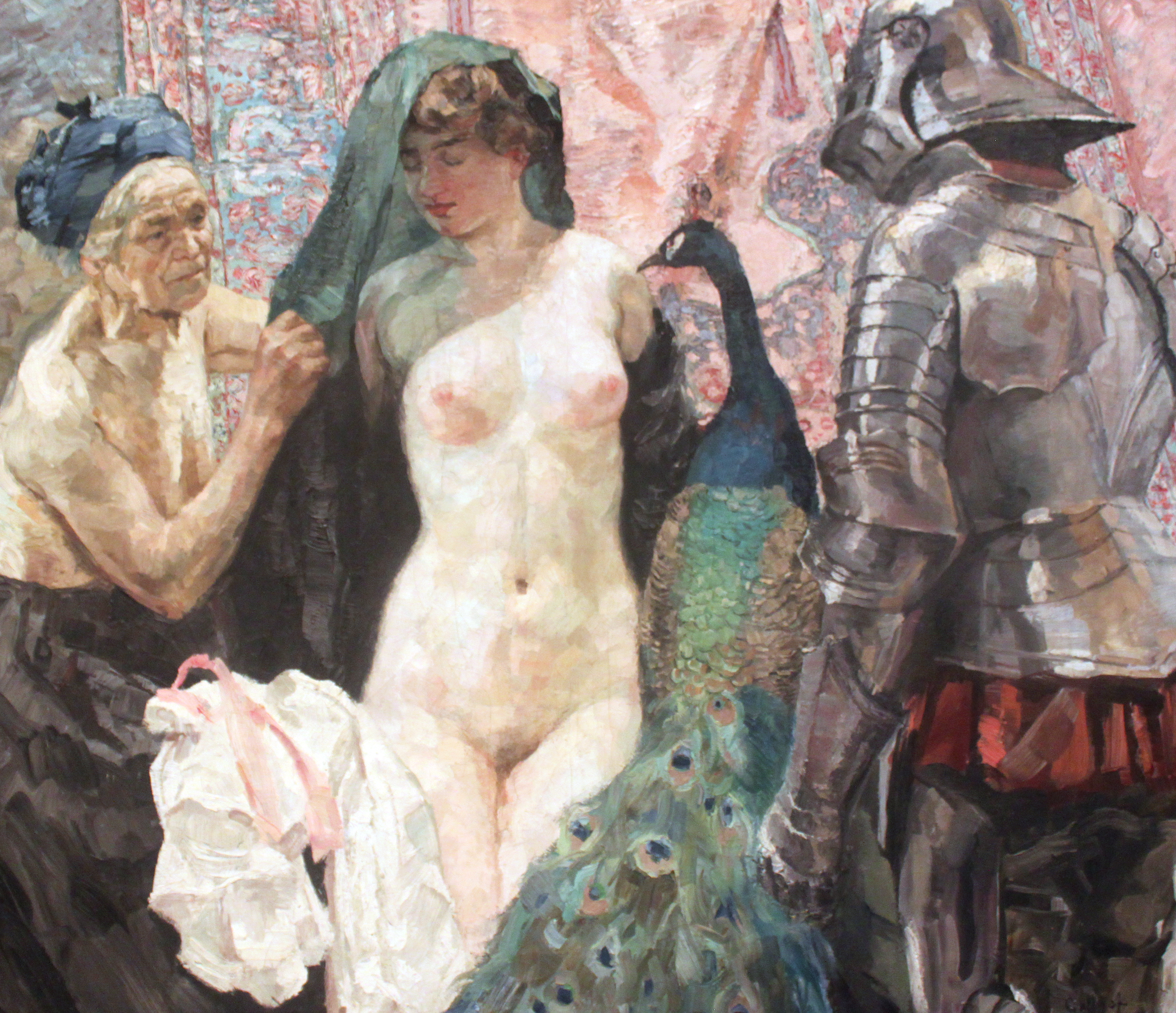
Die Versuchung des Ritters 1910 (Berlinische Galerie)
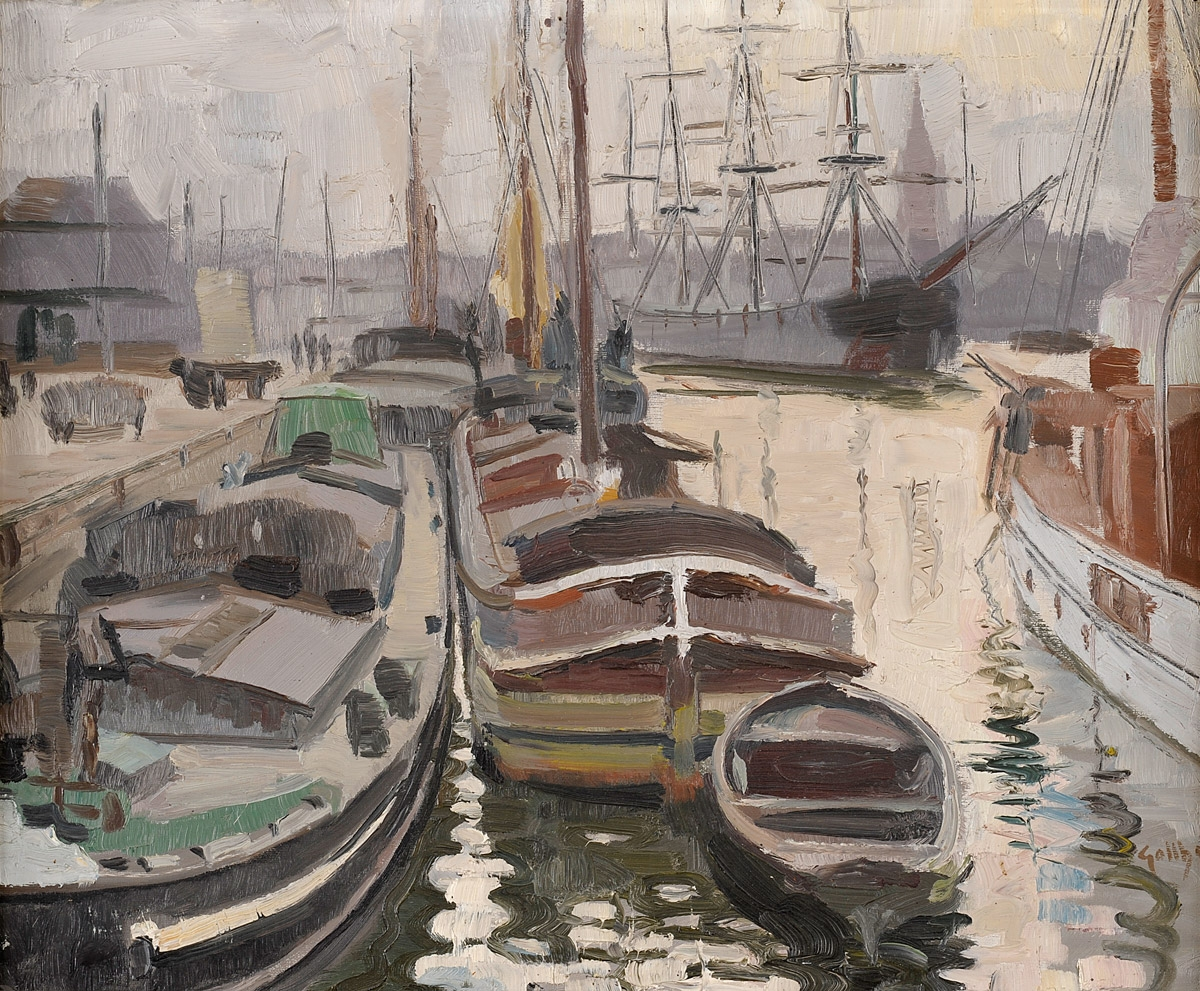
Kohlenschiff 1918
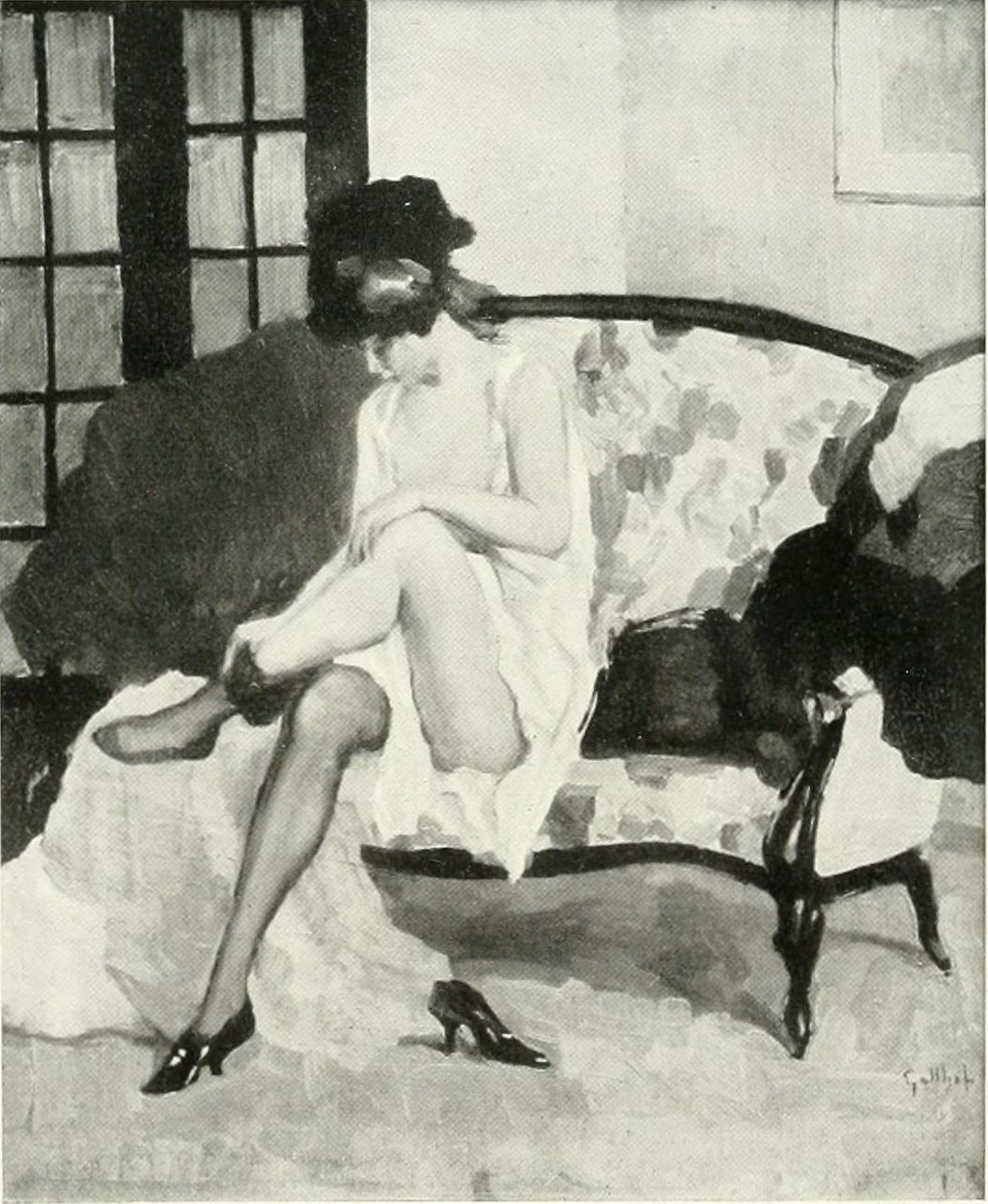
Halbakt
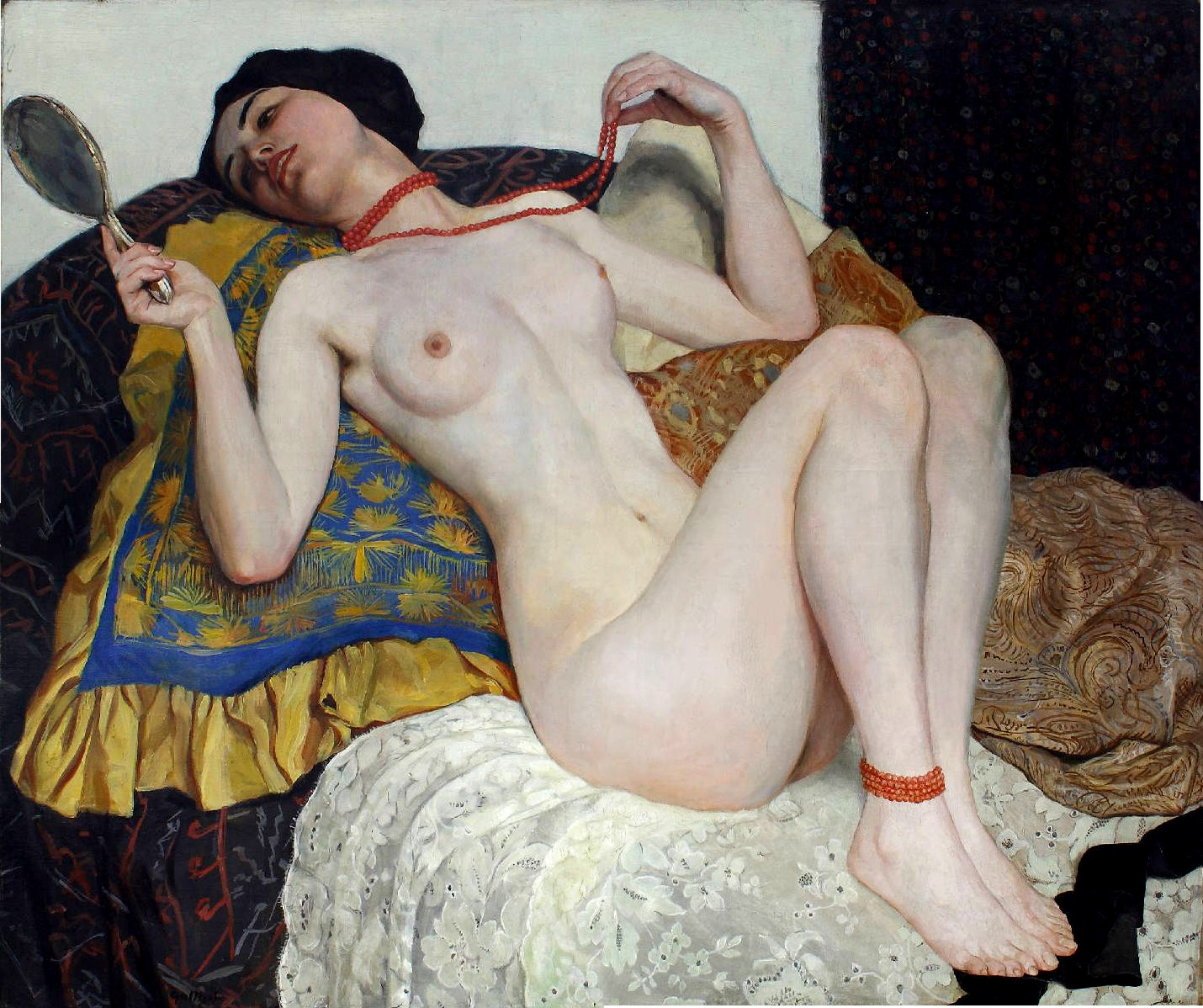
Die Korallenkette